# Əliabad (Biləsuvar)
Əliabad è un comune dell'Azerbaigian situato nel distretto di Biləsuvar. Conta una popolazione di 1 156 abitanti.